# Cedar (Kansas)
Pour les articles homonymes, voir Cedar.
Cedar est une ville américaine située dans le comté de Smith, au Kansas. Selon le recensement de 2020, sa population est de 11 habitants.